# Donje Krajince
Donje Krajince je naselje u gradu Leskovcu, Jablanički upravni okrug, Srbija. Prema popisu iz 2022. godine u Donjem Krajincu je živjelo 655 stanovnika.